# 花冷列車
「花冷列車」（はなびえれっしゃ）は、三月のパンタシアの楽曲。配信限定シングルとして2022年1月29日にSACRA MUSICからリリースされた。

## 概要
前作『101』以来約6か月ぶりのリリースとなる。
本作は、神聖かまってちゃんのの子が作曲を手掛けている。
2022年1月28日にミュージックビデオが公開され、2022年3月16日にはYouTubeチャンネル『THE FIRST TAKE』にて生演奏で初披露された。
2022年8月16日には、THE FIRST TAKEバージョンの音源「花冷列車 - From THE FIRST TAKE」として「青春なんていらないわ - From THE FIRST TAKE」と同時に配信リリースされた。

## 収録内容
| #         | タイトル     | 作詞      | 作曲      | 編曲      | 時間 |
| --------- | ------------ | --------- | --------- | --------- | ---- |
| 1.        | 「花冷列車」 | みあ      | の子      | 石倉誉之  | 3:43 |
| 合計時間: | 合計時間:    | 合計時間: | 合計時間: | 合計時間: | 3:43 |

## タイアップ
花冷列車
ABEMA Prime 2022年4月度エンディングテーマ